# William Avery Bishop
William Avery »Billy« Bishop, kanadski letalski častnik, vojaški pilot in letalski as, * 8. februar 1894, Owen Sound, Ontario, † 11. september 1956, Palm Beach, Florida, ZDA.
Podpolkovnik Bishop je v svoji vojaški službi dosegel 72 zračnih zmag in bil tako najboljši letalski as Britanskega imperija, čeprav so bile nekatere njegove zmage sporne. Kasneje je dosegel čin letalskega maršala.

## Življenje
Pred prvo svetovno vojno je končal Kraljevi vojaški kolidž in bil sprva pripadnik 8th Canadian Mounted Rifles. V tej enoti je postal del Kanadske ekspedicijske sile.
Decembra 1915 je bil premeščen v Kraljevi letalski korpus, kjer je leta 1917 postal vojaški pilot. 
V dvanajstih dneh je dosegel 25 zračnih zmag. 2. junija 1917 je sam napadel nemško letališče, za kar je prejel Viktorijin križec.
Pred koncem vojne je napisal še Winged Warfare (Krilno vojskovanje), avtobiografsko delo o svojem pilotskem življenju med vojno.

## Odlikovanja
- Viktorijin križec (VC)
- Distinguished Service Order (DSO) s ploščico
- Military Cross (MC)
- Distinguished Flying Cross (DFC)
- vitez legije časti
- Croix de Guerre